# لورنس ستودارد
لورنس ستودارد (بالإنجليزية: Laurence Stoddard)‏ هو موجه قوارب ‏ أمريكي، ولد في 22 ديسمبر 1903 في نيويورك في الولايات المتحدة، وتوفي في 26 يناير 1997 في بريدجبورت في الولايات المتحدة.

## وصلات خارجية
- لورنس ستودارد على موقع الاتحاد الدولي للتجديف (الإنجليزية)
- لورنس ستودارد على موقع اللجنة الأولمبية الدولية (الإنجليزية)
- لورنس ستودارد على موقع أوليمبيديا (الإنجليزية)